# Lei de Jante
A Lei de Jante (em norueguês e dinamarquês: janteloven; em sueco: jantelagen; em finlandês: Janten laki; em feroês: Jantulógin) foi criada pelo autor norueguês/dinamarquês Aksel Sandemose em seu romance En flyktning krysser sitt spor (literalmente Um refugiado segue o seu rasto), de 1933, onde descreve a pequena cidade de Jante, uma cidade fictícia que faz pensar na própria cidade natal do autor — a Nykøbing Mors do início do século XX.
Esta lei codifica a tendência do coletivo desvalorizar todo aquele que é diferente ou que tem mais êxito do que os outros.
O modelo é típico de muitas cidades pequenas da Escandinávia, e até do mundo, onde ninguém consegue permanecer anônimo.
Corresponde, em certa medida, à Síndrome da papoula alta da Inglaterra e da Austrália, assim como de outros países anglo-saxões.

## Definição
Existem dez regras diferentes na Lei de Jante, mas todas elas são variações dum único tópico. As dez regras são geralmente tidas como uma unidade homogênea: Não pense que você é especial ou que você é melhor do que nós.
As dez regras são:
1. Você não pensará que é especial.
2. Você não pensará que está no mesmo patamar que nós.
3. Você não pensará que é mais inteligente que nós.
4. Você não imaginará que é melhor que nós.
5. Você não pensará que sabe mais que nós.
6. Você não pensará que é mais importante que nós.
7. Você não pensará que é bom em alguma coisa.
8. Você não rirá de nós.
9. Você não pensará que nós nos importamos consigo.
10. Você não pensará que nos pode ensinar alguma coisa.

Esses 10 princípios ou mandamentos são frequentemente referidos como o "Escudo de Jante" dos povos escandinavos.
No livro, os habitantes de Jante que transgridem essa "lei" não escrita passam a ser olhados com suspeição e mesmo com alguma hostilidade, uma vez que a quebra do código vai diretamente contra o desejo comunitário da cidade de preservar a harmonia, estabilidade social e a uniformidade.
Uma décima primeira regra pode ser reconhecida no romance como "o código penal de Jante" e é:
11. Talvez você não pensa que nós sabemos algumas coisas sobre você?

## Interpretação Moderna
A Lei de Jante se tornou um código cultural famoso entre países Nórdicos como a Suécia e Dinamarca: é detestável se elevar ou dizer ser melhor ou mais inteligente que outros. Aqueles que favorecem a Lei de Jante acreditam que a Lei tenha ajudado a manter os valores dos Dinamarqueses e de outros países Nórdicos, especialmente o foco em igualdade social e justiça para todos.
Outros apontam para características como a ética protestante do trabalho e um desenvolvimento inicial de um governo central moderno nos estados nórdicos. A Lei de Jante é um produto da sociedade agrária que existiu na Escandinávia até o início do século XX, onde a adesão às normas sociais era necessária para manter a coesão e a estabilidade nas pequenas aldeias. Devido a uma industrialização razoavelmente recente comparada à de outros países, assim como uma população escassa, a Escandinávia manteve muitos aspectos sociais dessa sociedade, mesmo estando entre as regiões mais modernizadas do mundo.
Esse tipo de ordem comunitária foi observada em muitas áreas do mundo. Uma filosofia similar à Lei de Jante é vista em algumas áreas da Inglaterra, em frases como "Quem ele pensa que é?". A "síndrome da papoula alta — cortar as cabeças das papoulas mais altas — é outra expressão da ideia e é um fenômeno proeminente na Austrália e Nova Zelândia. A Lei de Jante também deve ser vista à luz da "pequenez" das nações nórdicas individuais, que constituem uma parte importante de sua autoimagem.
A Lei de Jante também pode ser interpretada como uma visão, talvez um pouco pessimista de "lagomhet". Enquanto a palavra Sueca "lagom" (Finlandês "passeli", Norueguês "passe", Dinamarquês "passende") é geralmente traduzida como "adequado" ou "medíocre", há um significado além. Ser uma pessoa "lagom" significa ser um de nós; Significa fazer parte de um time, duma tribo, sem presunção de ser melhor que nenhum outro membro. Os Estados Nórdicos esperam trabalho em equipe de todos, "todos no mesmo barco". Caso alguém tente se elevar acima do time ou seguir "carreira solo", essa pessoa será recebida com desdém e considerada um destruidor de times. A Lei de Jante pode ser interpretada como uma reação de quebra de times e a quebra de "lagomhet". Muitos consideram "lagom" um aspecto positivo, já que é uma filosofia que motiva satisfação por meio de moderação e racionalidade, mas nem todos partilham dessa visão.